# 낙철

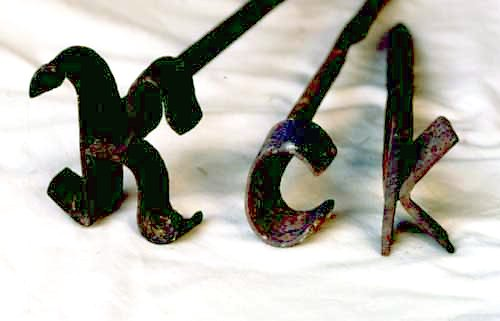
Branding irons from the Grant–Kohrs Ranch, c. 1910s.

낙철(烙鐵, 영어: Branding iron)이란 소와 말의 엉덩이나 죄인의 이마 등에 밀어 넣고 낙인를 구이하기 위해서 사용하는 철.

## 같이 보기
- 인간 낙인
- 말 표시
- 낙인
- 목장
- 문신 (그림)